# Jack Parkinson
Pour les articles homonymes, voir Parkinson.
John "Jack" Parkinson, né en septembre 1883 à Bootle (Angleterre), mort le 13 septembre 1942, était un footballeur anglais, qui évoluait au poste d'attaquant à Liverpool et en équipe d'Angleterre.
Parkinson n'a marqué aucun but lors de ses deux sélections avec l'équipe d'Angleterre en 1910.

## Carrière
- 1903-1914 : Liverpool
- 1914-1915 : Bury

## Palmarès
Liverpool FC
- Champion du Championnat d'Angleterre de football (1) : 
  - 1906.
- Vice-champion du Championnat d'Angleterre de football (1) : 
  - 1910.
- Meilleur buteur du Championnat d'Angleterre de football (1) :
  - 1910: 30 buts.
- Finaliste de la FA Cup (1) : 
  - 1914.
- Champion du Championnat d'Angleterre de football D2 (1) :
  - 1905.